# Hanna Berger
Pour les articles homonymes, voir Berger (homonymie).
Hanna Berger (née à Vienne le 23 août 1910 et morte le 15 janvier 1962 à Berlin-Est) est une danseuse autrichienne, chorégraphe, professeure, metteuse en scène, directrice de théâtre et autrice. Membre du Parti communiste, elle  s'engage dans la résistance contre le nazisme, au sein du réseau Orchestre rouge. Arrêtée et condamnée à deux ans de travaux forcés, elle parvient à s'évader.
Hanna Berger est une représentante du mouvement de la danse libre moderne qui naît durant les années 1930 et 1940 et se développe après la Seconde Guerre mondiale. Durant les dernières années de sa vie, elle s'oriente vers une danse plus expressive. Après être tombée un temps dans l'oubli, son œuvre est redécouverte depuis 1995 et fait l'objet de plusieurs réinterprétations, ouvrages et expositions.

## Biographie

### Jeunesse et formation
Johanna Elisabeth Hochleitner-Köllchen est née le 23 août 1910 à Vienne. Elle est la fille illégitime de Maria Hochleitner et d'Eduard Wolfram. Elle passe les premières années de son enfance en partie avec son grand-père et en partie avec sa mère dans le quartier ouvrier de Meidling. À l'âge de huit ans, elle est adoptée par le cheminot Wilhelm Köllchen et vit alors avec ses parents.
Hanna Hochleitner-Köllchen suit des cours de piano à partir de l'âge de 14 ans et étudie la gymnastique et la danse moderne à Berlin avec Jonny Ahemm, Vera Skoronel (en), Gertrud Wienecke et avec Mary Wigman à Dresde de 1929 à 1934. Elle fait différents petits boulots pour payer ses frais de scolarité. 
À 16 ans, elle épouse Léopold Berger, un maître machiniste. Ils se séparent un an plus tard mais ne divorcent qu'en 1943. Hanna Berger conserve le nom de son mari. 
En 1927-1928, elle devient membre du Parti communiste (probablement le Parti communiste d'Autriche allemande, KPÖ). 
Vers 1929, elle rencontre le sculpteur Fritz Cremer, également engagé dans le communisme. Ils entament une relation qui durera jusqu'en 1950 quand Fritz Cremer s'installe en République démocratique allemande. Elle s'inspire de son œuvre dans plusieurs chorégraphies,.

### Débuts dans la danse
Ses premiers engagements en tant que danseuse contemporaine professionnelle la conduisent en tournée avec la compagnie de danse de Mary Wigman en 1935,. Elle danse notamment dans le cycle Frauentänze. En 1936, elle est membre de l'ensemble de Trudi Schoop (en) et danse dans ses chorégraphies Zur Annoncengabe et Fridolin unterwegs! durant une longue tournée américaine ainsi qu'à Londres et Zurich.
Elle complète sa connaissance de la danse moderne pendant plusieurs mois au Deutschen Meisterstätten für Tanz à Berlin. Le 11 octobre 1937, elle fait ses débuts en tant que chorégraphe et danseuse lors d'une soirée solo en onze parties au Bach Hall de Berlin.
Dans son solo Krieger sur une musique d'Ulrich Kessler, Hanna Berger montre la chute de soldats sans héroïsme et l'absurdité de la guerre. Cette prise de position l'oblige à fuir l'Allemagne nazie,. En 1936, elle avait déjà publié dans le magazine suisse Der Bühnenkünstler, sous pseudonyme, des articles critiques vis à vis du régime nazi, Über den deutschen Tanz und seine realen Inhalte et Tanz im Stadion. « La vérité est toujours désagréable pour le national-socialisme, qu'elle s'exprime dans une œuvre d'art ou dans des discussions sur les timbres-poste. ». 
Elle fait ses débuts à Vienne en décembre 1937 dans la Grande Salle de l'Urania. En 1938, peu avant l'annexion de l'Autriche par l'Allemagne, elle suit Fritz Cremer, titulaire du Grand prix d'État de l'Académie prussienne des arts, à Rome. Elle enseigne à l'Académie royale d'art dramatique de Rome, chorégraphie et danse à Florence et à Messine. 

### La résistance contre le nazisme
À leur retour à Berlin, Hanna  Berger et Fritz Cremer s'engagent dans la résistance contre le nazisme au sein du groupe constitué autour de Harro Schulze-Boysen et Arvid Harnack, baptisé plus tard Orchestre rouge. Elle est arrêtée le 21 avril 1942 « pour soupçon de préparer une haute trahison » et passe plusieurs mois en prison à Berlin, de novembre 1942 à août 1943. À son domicile, on trouve 88 livres communistes ou d'auteurs interdits. Faute de preuves et grâce à l'intercession de personnalités de premier plan, dont la danseuse Marianne Vogelsang, Hanna Berger n'est pas condamnée à mort comme plusieurs de ses amis résistants mais condamnée à deux ans de travaux forcés le 21 août 1943 par le Volksgerichtshof de Berlin. Elle parvient à s'évader durant son transfert à Ravensbrück à la faveur de bombardements sur Berlin et regagne Vienne.

### Après la guerre, les années de célébrité
Les années 1945-1952 comptent parmi les plus riches de l'artiste. Elle est extrêmement active, devient une personnalité reconnue, tout en ne cachant pas ses opinions politiques. 
Dans l'article Tanz als politischer Wille, publié en 1946 dans le magazine littéraire viennois Plan, elle prône une danse qui reflète la situation sociale de l'époque.
À Vienne, elle enseigne la danse moderne (composition et théorie de la forme) dans le département de danse dirigé par Grete Wiesenthal à l'Académie de musique et des arts du spectacle. Ce poste lui est cependant retiré en 1952, officiellement en raison d'absences prolongées mais sans doute en raison de la concurrence artistique et de la mauvaise entente avec la nouvelle directrice, Rosalia Chladek. À cette époque, la danse moderne est moins populaire et le ballet classique regagne du terrain un peu partout en Europe. 
Jusqu'en 1950, elle dirige le Théâtre pour enfants de Vienne, école anti-autoritaire qu'elle a créée et qui forme des artistes comme Christine Ostermayer (de), Klaus Löwitsch et Gerhard Senft. 
Elle se produit au Volkstheater de Vienne et à Paris, travaille comme chorégraphe et actrice dans des productions théâtrales et fait de nombreuses apparitions publiques comme danseuse soliste. Les solos Solidarität, de Hans Eisler et Berthold Brecht, et Kampfruf font partie du programme régulier d'Hanna Berger qui aspire toujours à un monde anticapitaliste. Elle travaille d'ailleurs pour le département culturel du KPÖ.
En plus de son travail de danseuse et chorégraphe, Hanna Berger est journaliste, critique de danse et écrit des livrets de danse et des scénarios de films.

#### Échec de l'installation en RDA
En 1948, pour la première fois après la guerre, elle apparaît au Deutsches Theater à Berlin-Est et s'exprime sur le manque de formation en danse en République démocratique allemande (RDA), formation qui, selon elle, devrait combiner ballet et danse moderne, tout en tenant compte de la danse de caractère et folklorique. Elle envisage tout de même de s'y installer et se montre disposée à se plier aux réglementations artistiques en vigueur. Elle développe des concepts pour une classe de chorégraphie pour le ballet classique et pour la formation en danse des enfants à l'école technique de danse artistique, qui deviendra plus tard l'école de ballet d'État de Berlin-Est et élabore un plan quinquennal pour la création d'écoles de danse publiques en RDA pour la Commission centrale de la culture. Mais son travail est peu apprécié : « L'individualisme au plus haut point ! ».
Vienne reste finalement sa résidence principale, avec des navettes fréquentes entre Vienne, Paris, l'Italie, la RDA ainsi que d'autres pays socialistes. Si en RDA, elle n'entre pas dans le schéma officiel, n'étant, entre autres, pas assez dogmatique, à Vienne, ses convictions communistes sont un obstacle à sa carrière. Hanna Berger n'est pas disposée à sacrifier ses valeurs pour son avancement professionnel ni à faire des compromis. En conséquence, elle a été privée d'une vie confortable et prospère.  
En 1950, elle tourne le film policier Sigillo rosso avec sa compagnie de danse dans les studios de Cinecitta sous la direction de Flavio Calzavara, aux côtés de Gino Cervi. Peu après, elle conçoit la mise en scène pour la première italienne de l'Opéra de quat'sous de Bertold Brecht et Kurt Weill, sous la direction du réalisateur futuriste Anton Giulio Bragaglia. 
En 1956, elle dirige, en RDA, la chorégraphie de La petite renarde rusée de Leoš Janáček, mis en scène par Walter Felsenstein. Le spectacle est un triomphe.
Après Fritz Cremer, le compositeur viennois Paul Kont (de) devient le partenaire de vie d'Hanna Berger. Avec lui, elle fonde le Wiener Kammertanzgruppe en 1954. Il écrit, entre autres, la musique de trois ballets qu'Hanna Berger met en scène et chorégraphie en 1956 (Getanzte Annoncen d'après Schoop) et 1958 (Die traurigen Jäger, Amores Pastorales) pour la télévision autrichienne,. 
Elle étudie le cinéma à l'Académie de musique de Vienne avec Walter Kolm-Veltée, de 1955 à 1957, espérant réussir une nouvelle carrière de cinéaste. Le mécénat de la Ville de Vienne en 1959 lui permet d'étudier avec Marcel Marceau à Paris. Elle est la première de ses élèves à recevoir un diplôme pédagogique,.

### Fin de vie
Durant les dernières années de sa carrière, Hanna Berger s'oriente vers la danse expressive avec de nouvelles possibilités de liberté et de développement. Elle n'est pas intéressée par les divisions artistiques et a toujours utilisé les moyens et les méthodes qui lui semblaient justes.
Ses dernières représentations importantes en tant que danseuse ont lieu à Berlin-Est au Berliner Ensemble en 1956 et à Vienne pour deux représentations au Ehrbar Hall dans le cadre de la Journée internationale de la femme en 1961.
Hanna Berger décède à l'âge de 51 ans lors de la seconde opération d'une tumeur au cerveau, le 15 janvier 1962 à l'hôpital de la Charité de Berlin-Est. Son corps est ramené peu après à Vienne où elle repose dans le cimetière de Meidling, dans une tombe honorifique de la ville de Vienne depuis 2006. Genia Enzelberger note que, bien souvent, les artistes autrichiens et autrichiennes qui n'ont reçu que pas ou peu de soutien de leur vivant, sont honorées après leur mort, d'une tombe d'honneur. C'est le cas d'Hanna Berger qui est morte quasi sans le sou et a connu des difficultés financières même durant ses années de célébrité.

## Postérité
Hanna Berger est un peu tombée dans l'oubli mais, depuis sa redécouverte à Vienne en 1995 avec une nouvelle interprétation du solo L'inconnu de la Seine de Debussy par Ottilie Mitterhuber avec la danseuse Esther Koller, elle est considérée comme un des grands noms de la danse libre, aux côtés de Grete Wiesenthal et Rosalia Chladek (de). Hanna Berger incorpore dans ses œuvres des aspects de nombreux styles et formes d'art. Ses danses solos se concentrent sur le sentiment d'une situation qu'elle exprime avec un minimum apparent de technique. Elles ne sont pas chorégraphiées de façon définitive, certains moments sont définis, d'autres doivent être improvisés librement par le danseur ou la danseuse. Artiste engagée politiquement, elle incorpore aussi souvent des éléments politiques dans ses solos.
En 2000, Ottilie Mitterhuber reconstruit le solo d'Hanna Berger Mimose (sur une musique de Casella), à nouveau avec Esther Koller, pour le programme Tanz im Exil (danse en exil) d'Andrea Amort,.
En décembre 2004, un troisième solo d'Hanna Berger, Reiter/Reiterin/Reiterlied est reconstruit avec l'aide de l'ancien danseur et chorégraphe Gerhard Senft.
Dans la production Hanna Berger: Retouchings d'Andrea Amort, des chorégraphes contemporains comme Nikolaus Adler, Manfred Aichinger (de), Bernd R. Bienert (de), Rose Breuss et Willi Dorner contextualisent l'œuvre d'Hanna Berger. Le programme est présenté dans des festivals à Washington, Brunswick et Vienne depuis 2006.
En 2010, Andrea Amort, historienne et professeure au Conservatoire de Vienne, publie Hanna Berger. Spuren einer Tänzerin im Widerstand, après de longues recherches qui ont mené à la découverte de plusieurs document d'archive inconnus jusqu'alors,.  
Esther Koller danse pour la dernière fois L'Inconnu de la Seine en 2011 pour l'ouverture d'une exposition à l'université de musique et des arts du spectacle de Vienne. 
En 2019, dans le cadre de l'exposition Alles tanzt. Kosmos Wiener Tanzmoderne au Musée du Théâtre de Vienne, Eva-Maria Schaller présente une version longue de l'Inconnu de la Seine,. 

## Publications
- (de) Hanna Berger (sous le pseudonyme Ursula Tal), Über den deutschen Tanz und seine realen Inhalte, dans The stage artist, 1936 5/6, p. 7-9.
- (de) Hanna Berger (sous le pseudonyme Ursula Tal), Tanz im Stadion, dans Der Bühnenkünstler, 1936 7/8, p. 15-17.
- (de) Hanna Berger et Kurt Pichler, Werkbeschreibungen, Deutsches Tanzarchiv Cologne, Tanz-Archiv MUK Vienne, 1944.
- (de) Hanna Berger, Tanz als politischer Wille, dans Otto Basil (éd.), Plan. Literatur. Kunst. Kultur, 1945, 3, p. 248-251.

## Sources et références